# Província de Lucca
La província de Lucca és una província que forma part de la regió de Toscana dins Itàlia. La seva capital és Lucca.
Limita a l'oest amb el mar de Ligúria, al nord-oest amb la província de Massa i Carrara, al nord amb la regió d'Emília-Romanya (les províncies de Mòdena i Reggio de l'Emília), a l'est amb la província de Pistoia i la ciutat metropolitana de Florència, i al sud amb la província de Pisa.
Té una àrea de 1.773,22 km², i una població total de 389.979 hab. (2016). Hi ha 33 municipis a la província.